# Fume-cigarette
 (juillet 2025).
Si vous disposez d'ouvrages ou d'articles de référence ou si vous connaissez des sites web de qualité traitant du thème abordé ici, merci de compléter l'article en donnant les références utiles à sa vérifiabilité et en les liant à la section « Notes et références ».

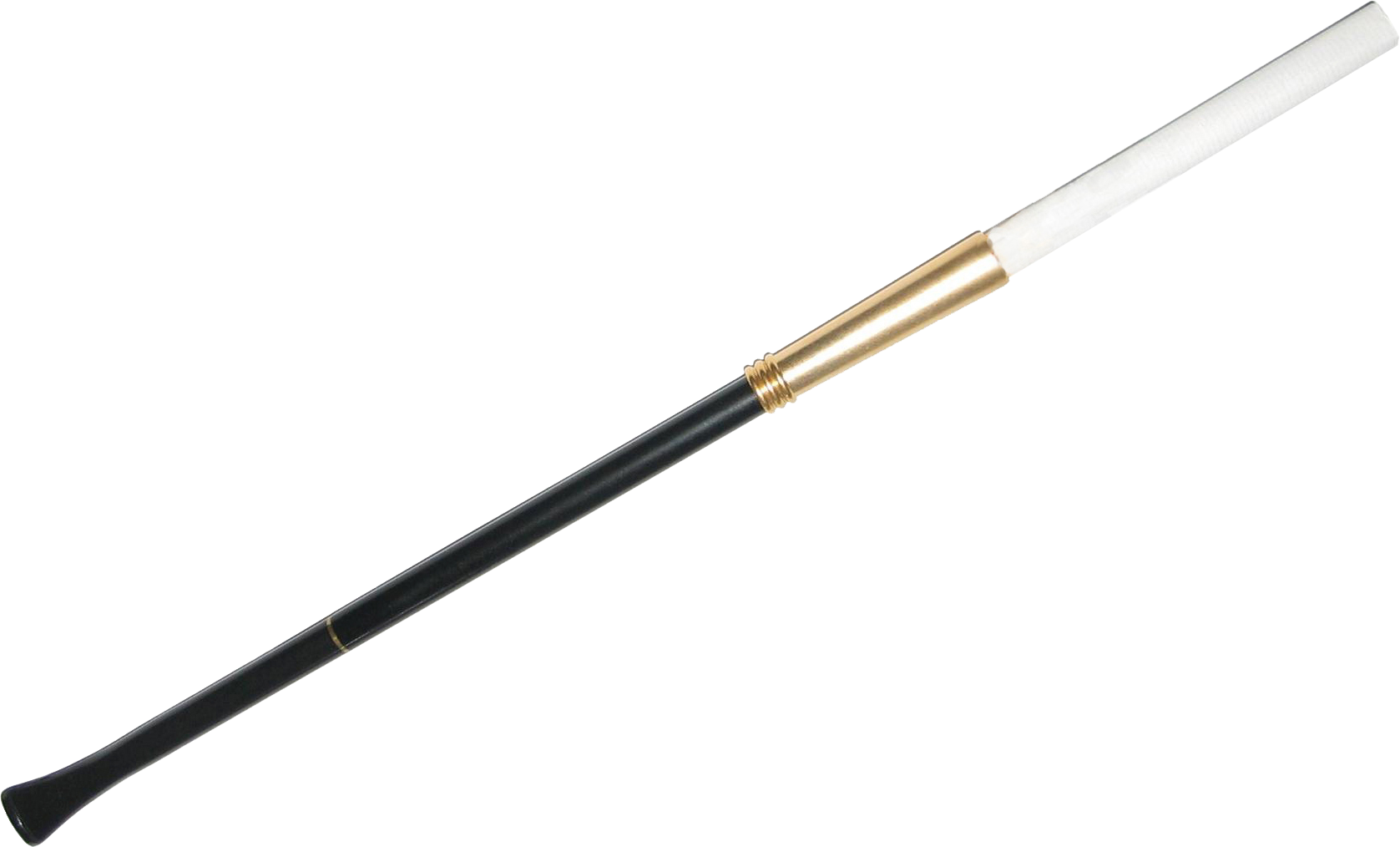
Un fume-cigarette pour dame.

Un fume-cigarette (ou fume-cigare) est un tube légèrement évasé, à l’extrémité duquel est inséré un cigare ou une cigarette de manière à les fumer sans qu’ils touchent les lèvres. La personne qui l'utilise aspire alors à travers l'embout du fume-cigarette. Souvent fabriqué en argent, en jade ou en bakélite (puis remplacé par du plastique), il était populaire chez les femmes et à la mode, du milieu des années 1910 jusqu'au début des années 1970.
On parle parfois également de porte-cigarette, mais ce terme désigne également un étui dans lequel on range des cigarettes.

## Description

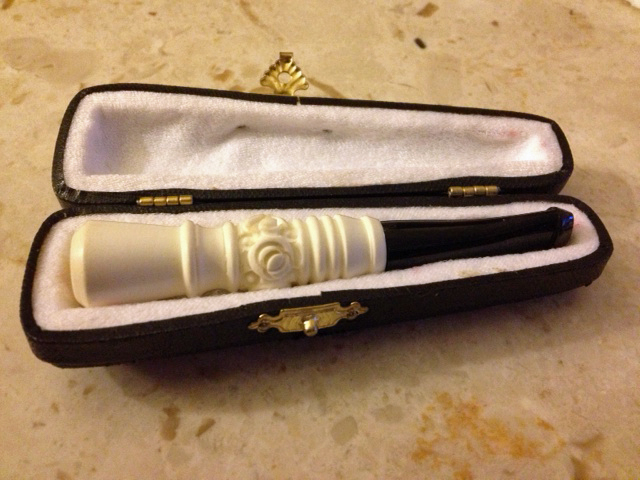
Fume-cigarette turc en écume de mer, de taille cocktail.

Un fume-cigarette peut être composé de matériaux de base mais aussi être de matières nobles, avec des ornements gravés (dessins ou personnalisations). En plus de sa ligne élégante, il était aussi utilisé comme accessoire pratique, avant l'invention du filtre à cigarette dans les années 1960 et aussi pour éviter d'avoir de la nicotine sur les doigts. De rares exemples existent en corne, en ivoire ou en ambre.
Un accessoire similaire, fabriqué en bois ou en bakélite, avec un embout en ambre pour la bouche était utilisé pour les cigares et était très populaire pendant l'époque édouardienne, dans les années 1910.

## Personnalités en utilisant
Nombre de femmes célèbres utilisèrent un fume-cigarette, à l'instar de Madalena Barbosa, Marlene Dietrich, Louise Brooks, Rita Hayworth et Phyllis Diller. Il est immortalisé dans les films des années 1950 et 1960 comme Sept Ans de réflexion avec Marilyn Monroe, ou Diamants sur canapé avec Audrey Hepburn. Des personnalités des années 2000 comme Scarlett Johansson l'utilisent également.
Certains hommes aussi l'utilisèrent, mais ils sont plus rares. On peut citer  Hunter S. Thompson, Franklin D. Roosevelt, Tennessee Williams, Noël Coward, Terry-Thomas, Sergueï Rachmaninov, Emil Cioran, le roi du Maroc Hassan II ou Ian Fleming.
Patron du magazine Hara-Kiri, le professeur Choron avait pour habitude d'en utiliser un.

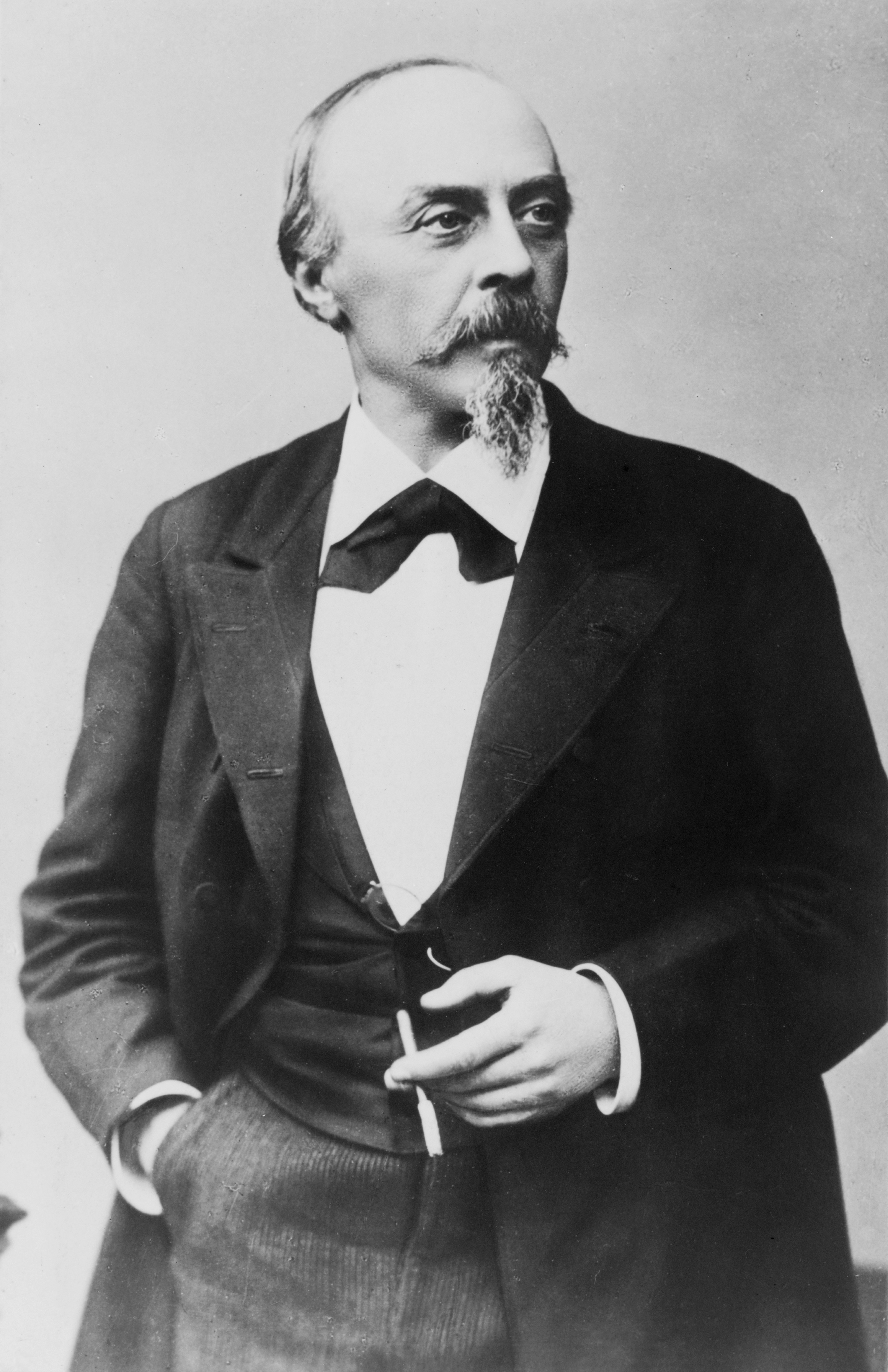
Hans von Bülow avec un fume-cigarette.
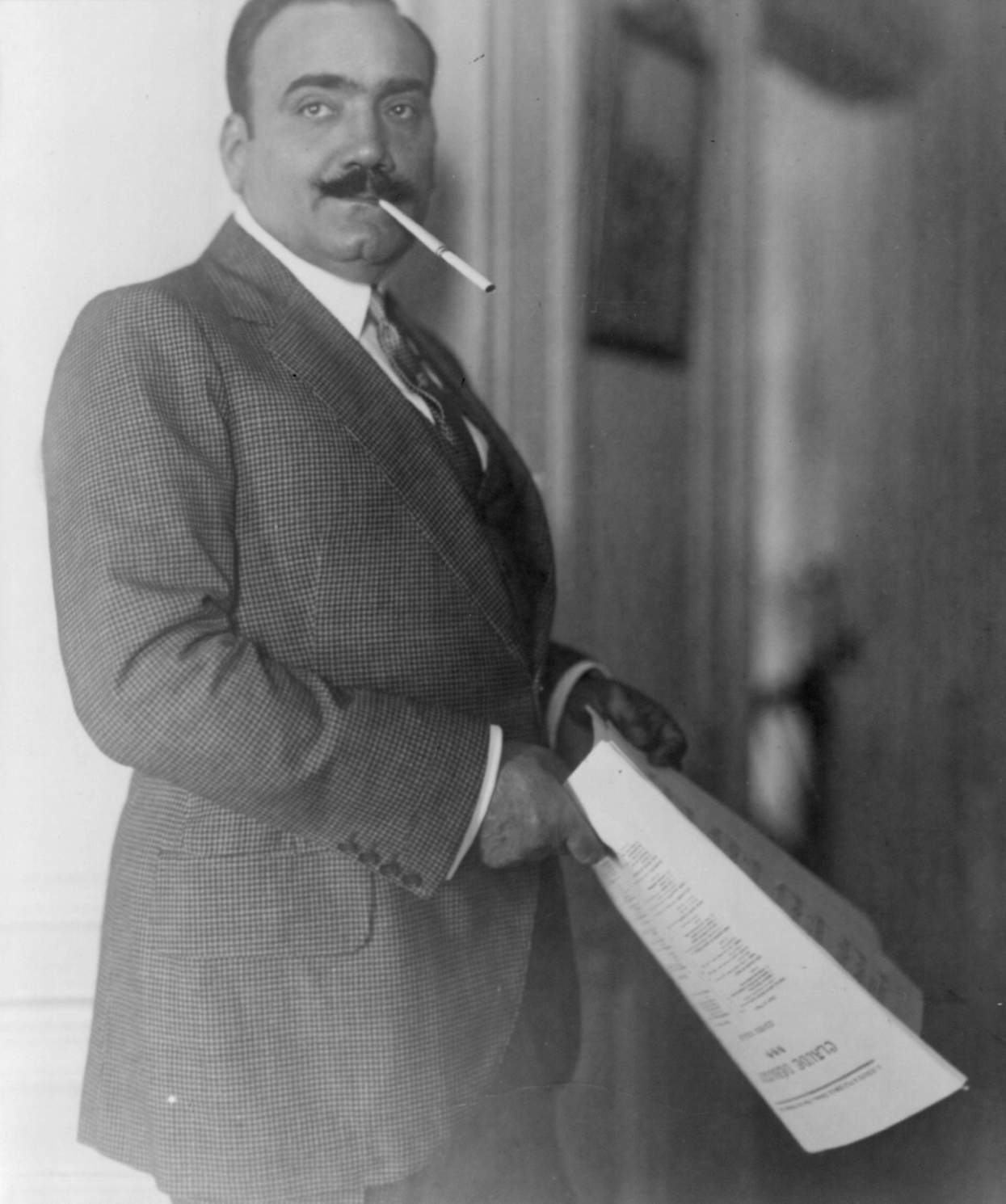
Enrico Caruso.
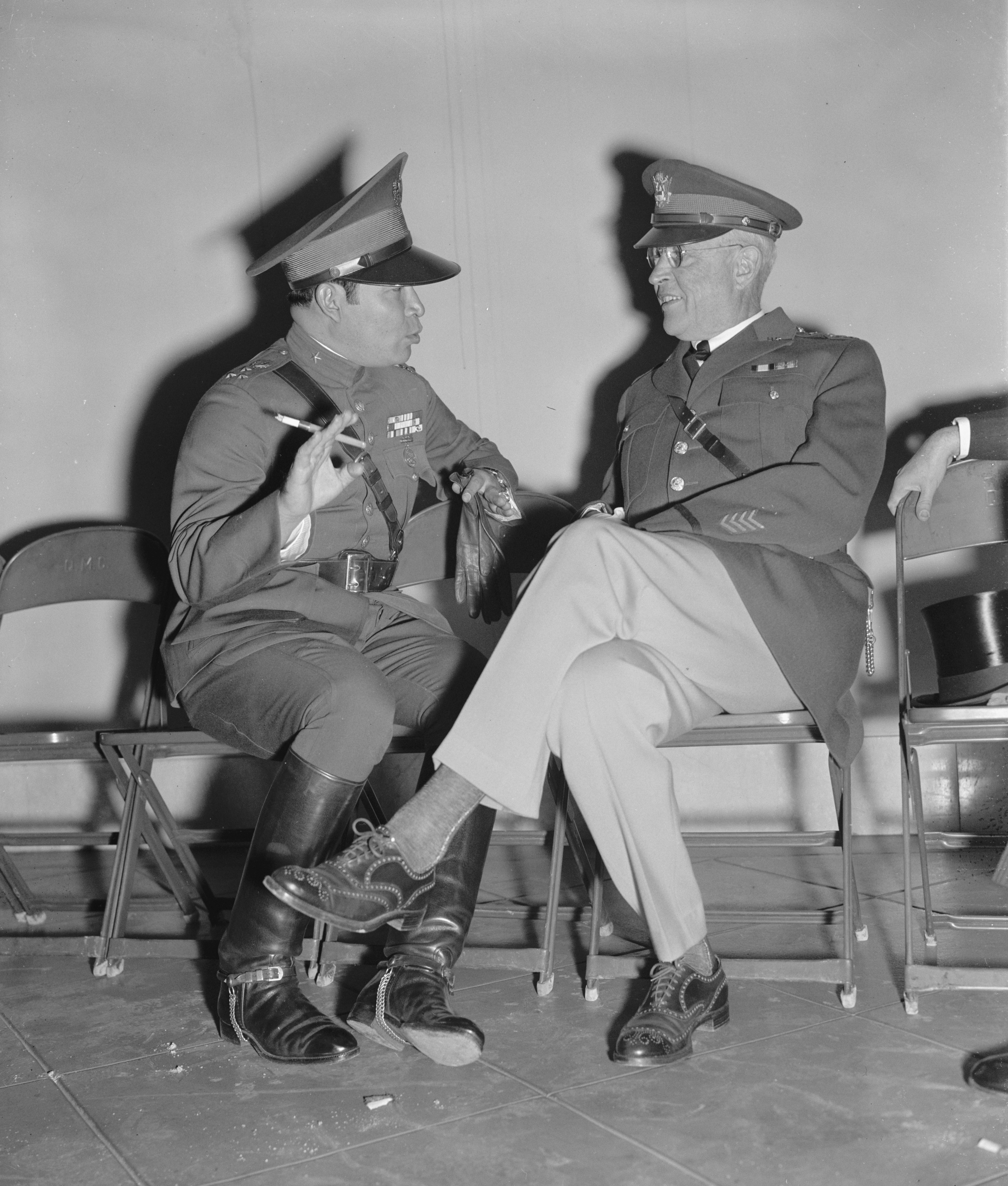
Le général Fulgencio Batista (à gauche).
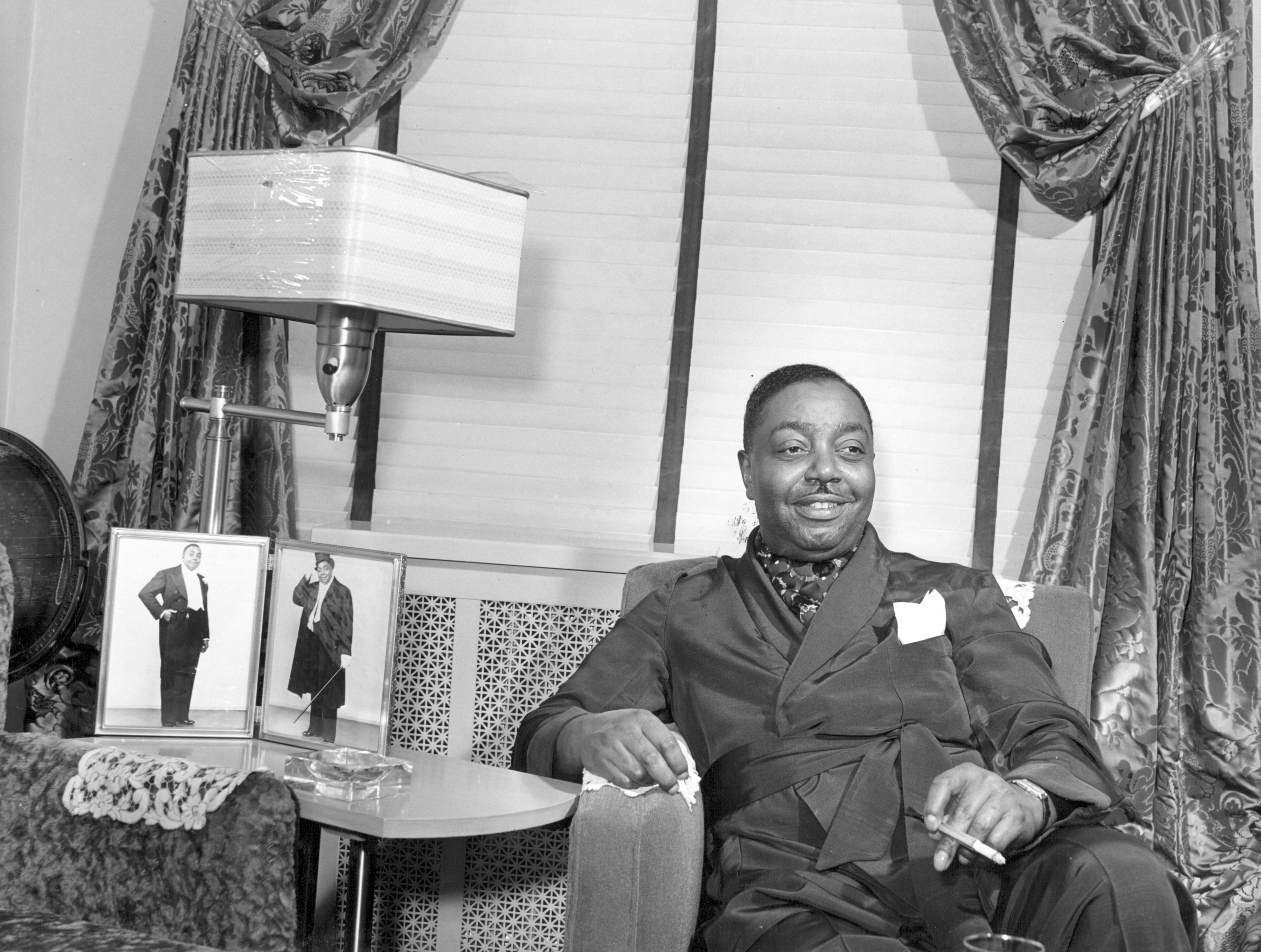
Big Joe Turner.
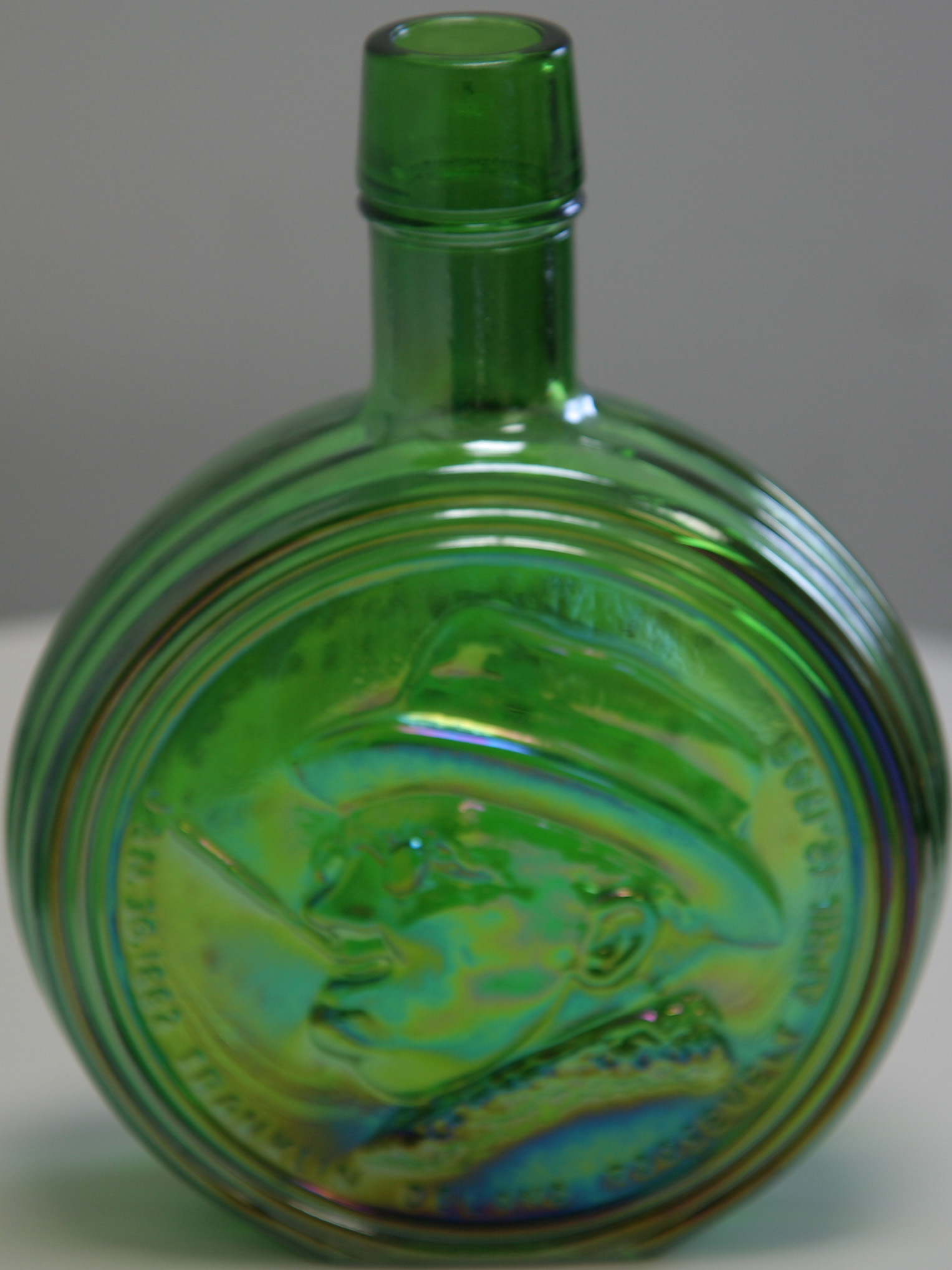
Flacon représentant Franklin D. Roosevelt avec un fume-cigarette.

## Dans la culture populaire
On peut voir des fume-cigarettes dans les films d'époque comme Titanic. Lucille Ball en utilise un dans certains épisodes de la série télévisée I Love Lucy. Cruella en a un dans le dessin animé de 1961 Les 101 Dalmatiens et dans l'adaptation de 1996. Margo Lane (jouée par Penelope Ann Miller) en a dans The Shadow. Dans Django Unchained, les personnages de Calvin Candie, joué par Leonardo DiCaprio, et de Django, interprété par Jamie Foxx, utilisent un fume-cigarette.
Le personnage de fiction du capitaine Crochet, dans Peter Pan possède un double « fume-cigare » unique en son genre, pour fumer en même temps deux cigares. Pingouin, le méchant de l'univers du héros de comics Batman, en a également un. Johnny Depp en utilise un dans son rôle de Raoul Duke dans le film Las Vegas Parano. Dans les dessins animés, La Panthère rose, le colonel Sponsz de Les Aventures de Tintin, et Jade de Jonny Quest en ont également un. Le colonel Olrik dans Blake et Mortimer ne se sépare jamais de son fume-cigarette en or, seul souvenir de son père. Dans le film Minuit à Paris de Woody Allen, Marion Cotillard utilise également un fume-cigarette. Robert De Niro en utilise également un dans le film Casino.
Les paroles du morceau Satin Doll de Duke Ellington font référence au fume-cigarette.